# جسر شهرستان
جسر شهرستان (بالفارسية: پل شهرستان) هو جسر تاريخي يعود إلى عصر ساسانيون، ويقع في أصفهان.

## معرض صور

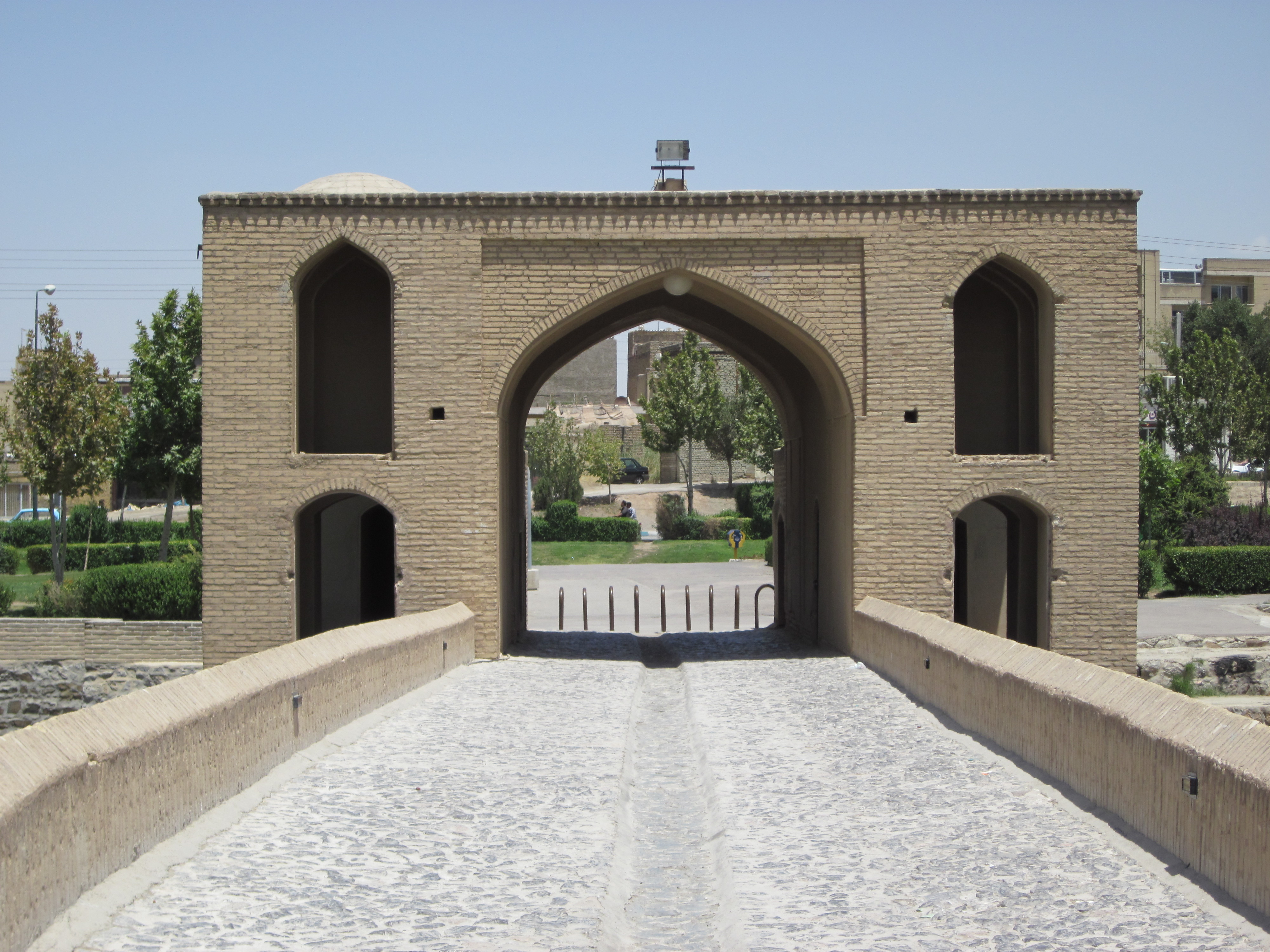
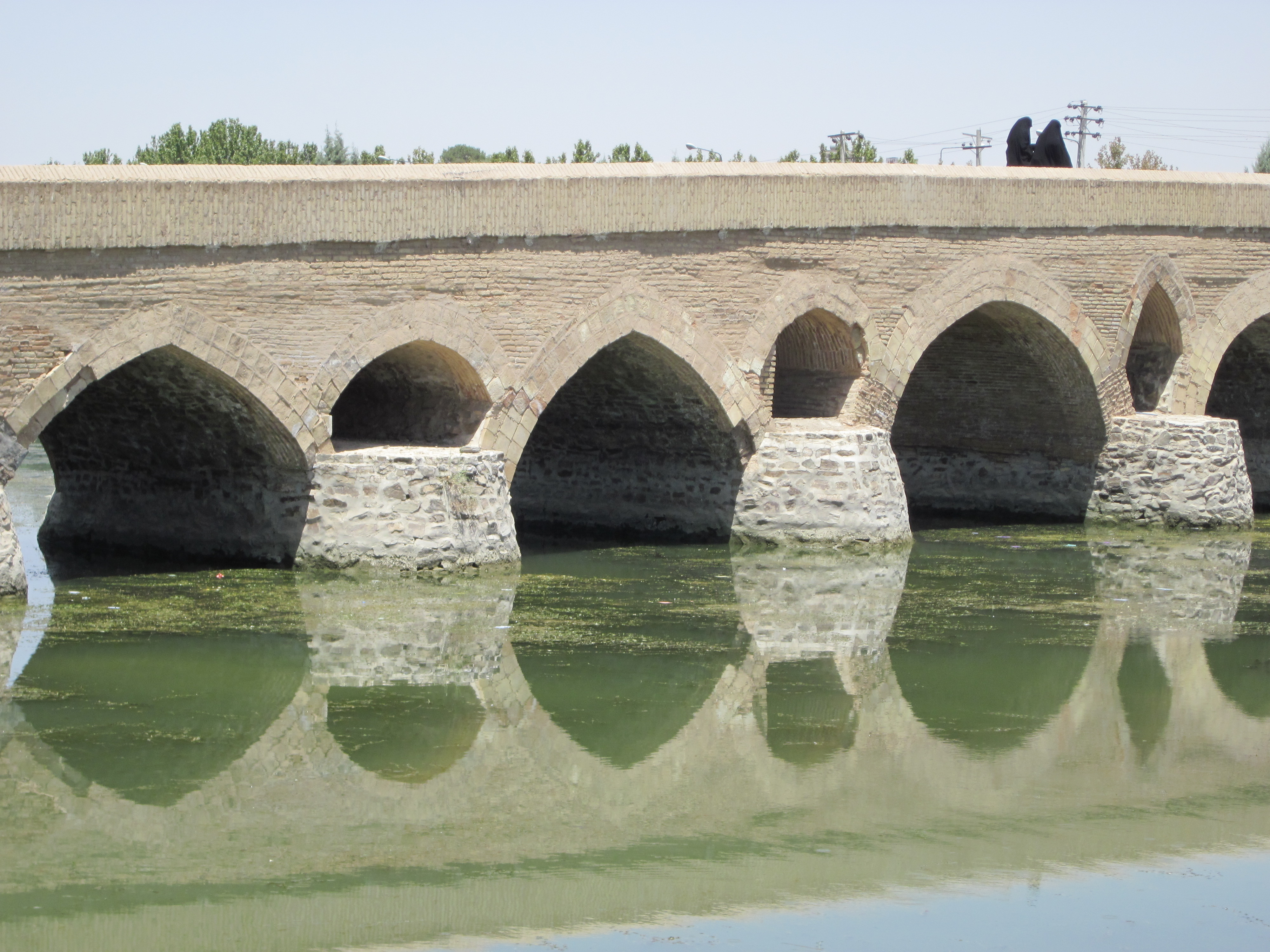
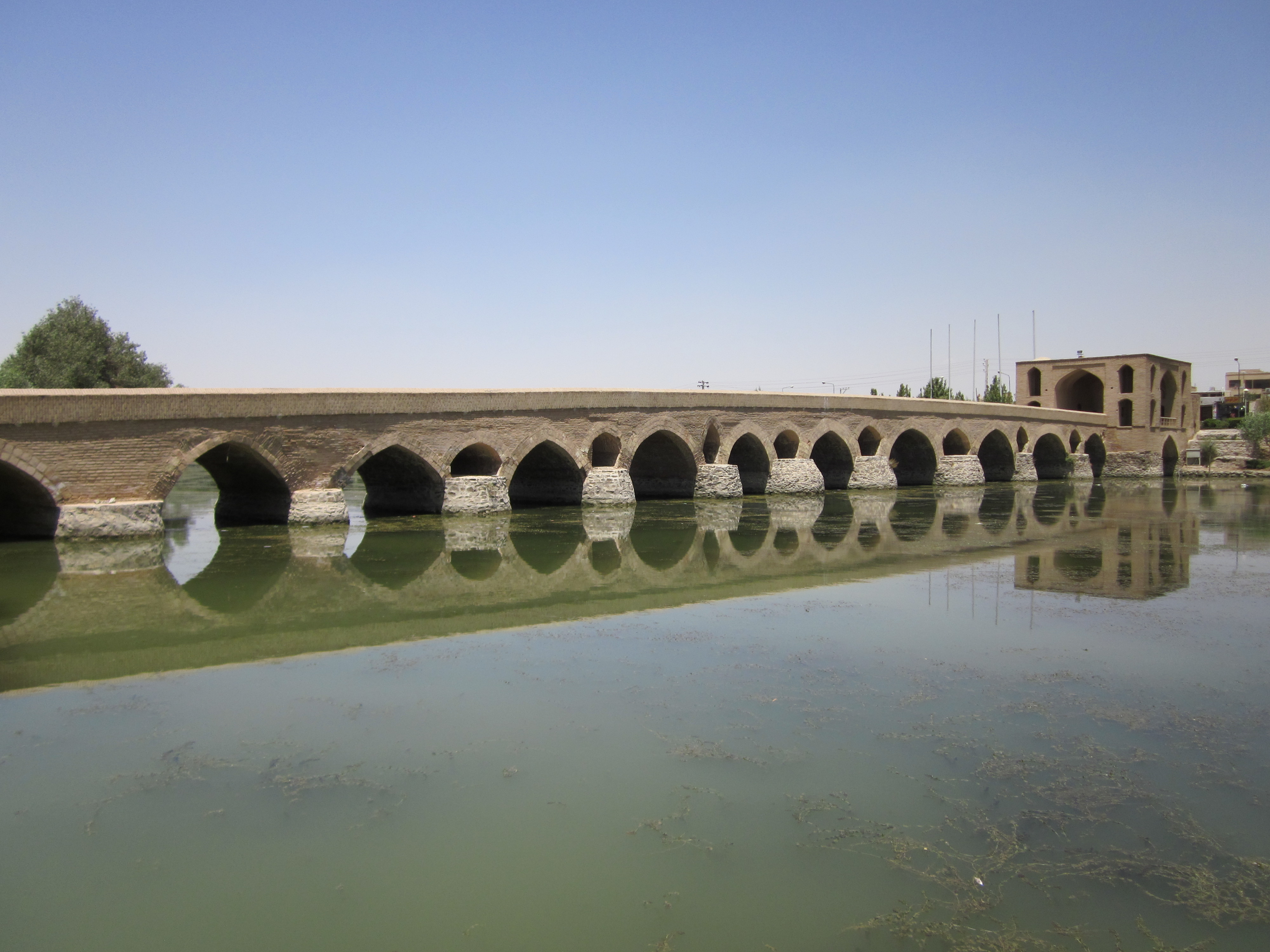
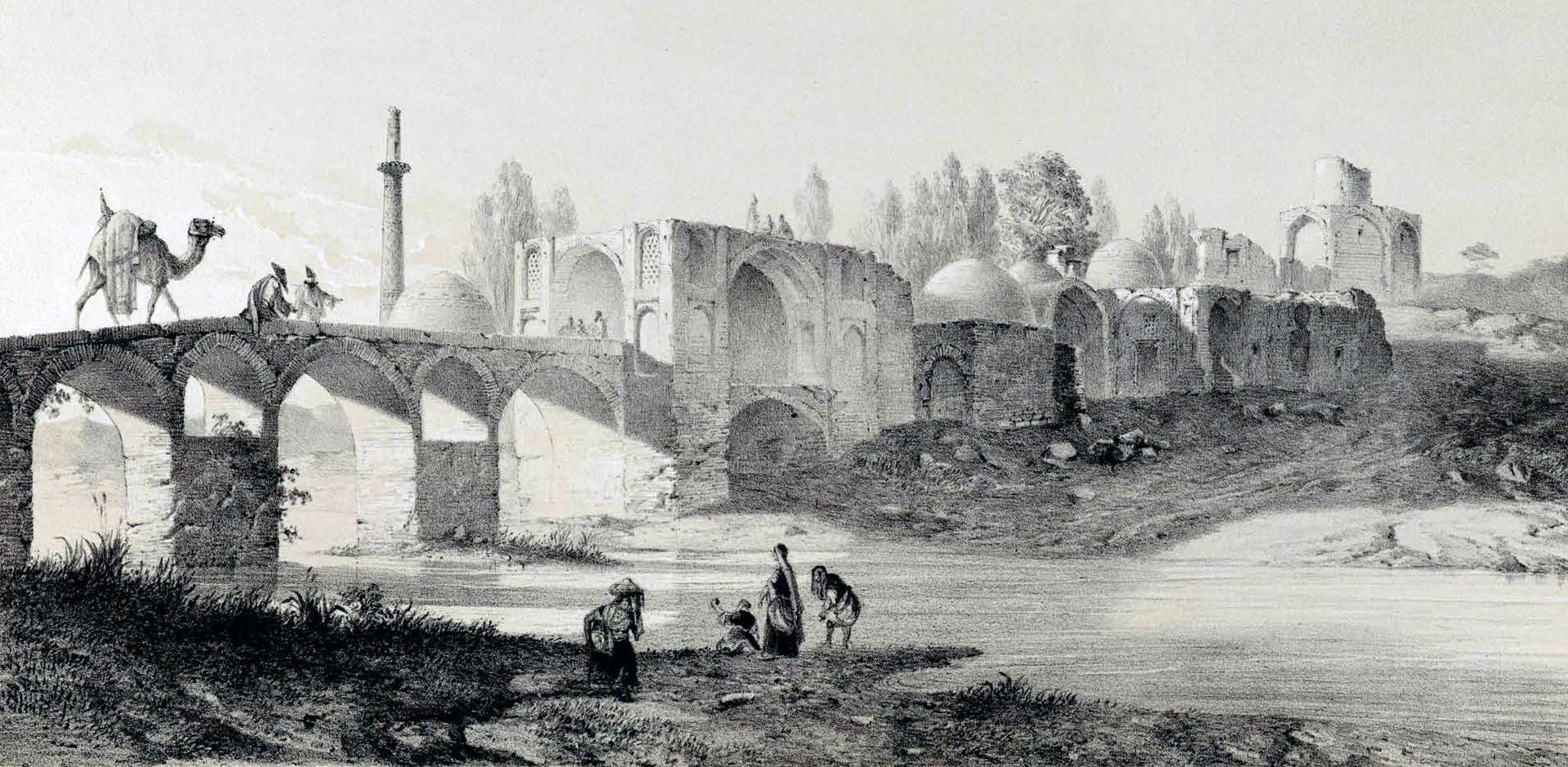
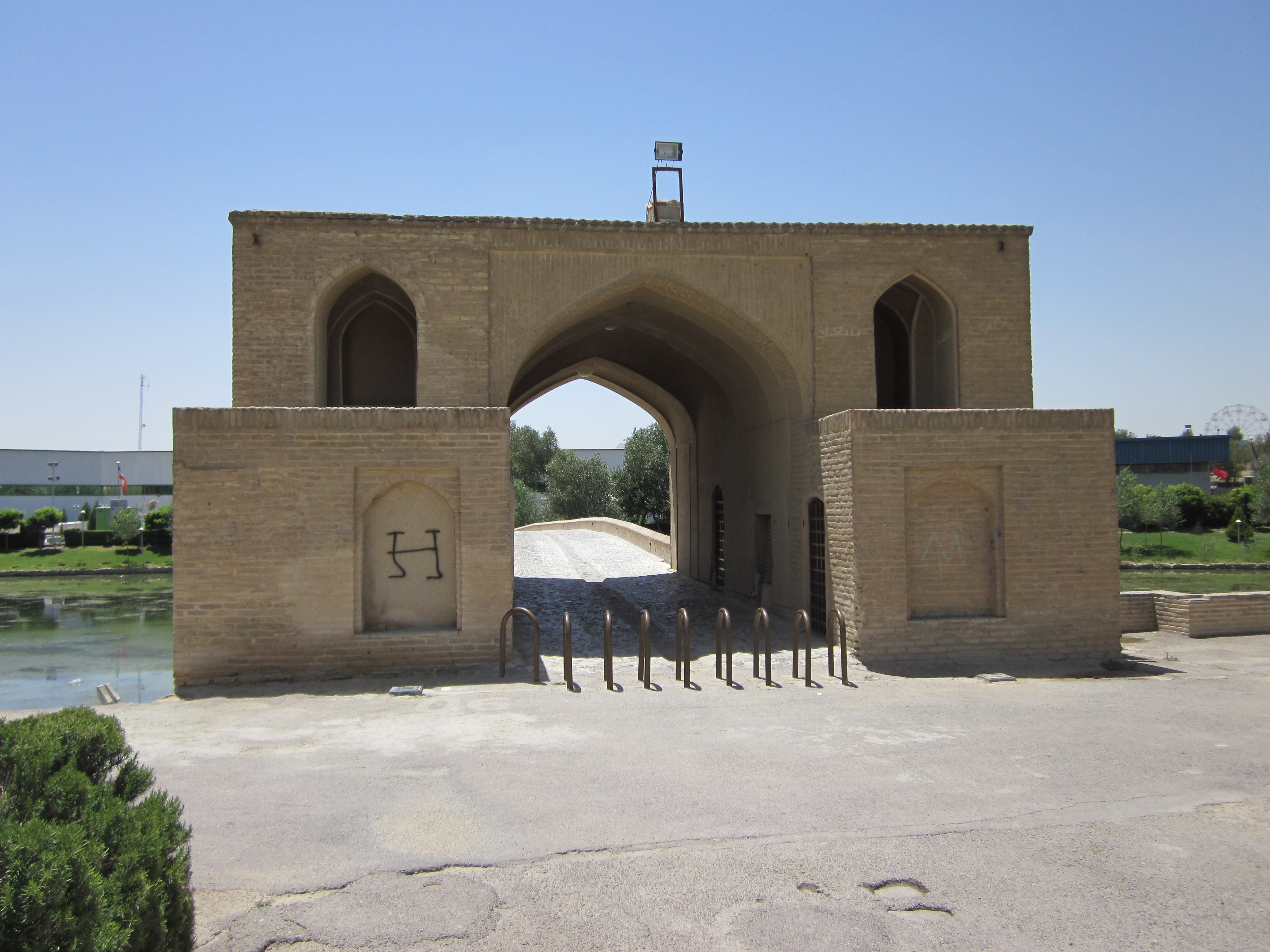